# Alexy
Alexy Nuyers – piłkarz brazylijski, środkowy obrońca.
Jako piłkarz klubu AA Palmeiras São Paulo był w kadrze reprezentacji podczas turnieju Copa América 1922, gdzie Brazylia zdobyła mistrzostwo Ameryki Południowej. Alexy nie zagrał w żadnym meczu.
W reprezentacji zadebiutował dopiero tydzień po zakończeniu kontynentalnych mistrzostw – 29 października 1922 roku.